# Brian Jacques
James Brian Jacques (Liverpool, 15 de junho de 1939 - Liverpool, 5 de fevereiro de 2011) foi um escritor inglês, conhecido pelas séries de romances Redwall e pelo livro Brasil: Sobreviventes do Holandês Voador / Portugal: Os Náufragos do Holandês Voador. Também completou duas coletâneas de contos intituladas The Ribbajack e Seven Strange and Ghostly Tales.

## Carreira
Seu trabalho foi aclamado quando Alan Durband, seu ex-professor de inglês (que também ensinou Paul McCartney e George Harrison), o mostrou a seu próprio editor (Durband) sem contar a Jacques.  Durband disse a seus editores: "Este é o melhor conto infantil que já li, e você seria tolo se não o publicasse". Logo depois, Jacques foi convocado a Londres para se encontrar com os editores, que lhe deram um contrato para escrever os próximos cinco livros da série.
Redwall era um manuscrito manuscrito de 800 páginas. Agora é comum que livros infantis tenham 350 páginas, e os livros de Harry Potter excedem em muito isso, mas naquela época 200 era considerado o máximo que prendia a atenção de uma criança. Ele deu o tom para toda a série, centrada no triunfo do bem sobre o mal, com pacíficos ratos, texugos, ratazanas, lebres, toupeiras e esquilos derrotando ratos, doninhas, furões, cobras e arminhos. Ele não se esquivou da realidade da batalha, e muitas das criaturas "boas" morreram. Redwall alude à civilização humana circundante, por exemplo, com uma cena apresentando uma carroça puxada por cavalos. Mas os livros subsequentes ignoram os humanos completamente, retratando uma sociedade da Idade do Ferro desde o passado enevoado construindo castelos, pontes e navios até a escala de criaturas da floresta, escrevendo sua própria literatura e desenhando seus próprios mapas. Jacques estava altamente envolvido nos audiolivros de seu trabalho, até mesmo recrutando seus filhos e outras pessoas para dar voz aos habitantes de Redwall. Jacques disse que os personagens de suas histórias são baseados em pessoas que ele encontrou. Ele baseou Gonff, o autoproclamado "Príncipe dos Mousethieves", em si mesmo quando era um menino que andava pelas docas de Liverpool. Mariel é baseado em sua neta. Constance, o Badgermum, é baseado em sua avó materna. Outros personagens são uma combinação de muitas das pessoas que ele conheceu em suas viagens.
Jacques se lembrava bem do racionamento durante e depois da guerra, quando fantasiava com os pratos do livro de receitas vitoriano ilustrado de sua tia. Tábuas roncantes espalhadas com banquetes suntuosos são cenas comuns em suas histórias, descritas em detalhes de dar água na boca. A guerra também informou suas representações de batalhas horríveis. Jacques era conhecido por preferir métodos antiquados; ele sempre preferiu uma velha máquina de escrever por ser mais confiável do que um computador, e era conhecido por não gostar de videogames e outras tecnologias modernas, embora permitisse a produção de uma série animada de televisão na qual ele se apresentava a cada episódio na PBS e respondia às crianças perguntas depois que o cartoon acabou. As exibições do Teletoon omitiram isso. Ele nunca sentiu que se encaixava na imagem de um "escritor sentado em seu jardim". Mesmo assim, ele ficou profundamente comovido com seu sucesso em alcançar as crianças. Ele também ficou satisfeito por ser reconhecido pelo povo de Liverpool. Seus romances venderam mais de vinte milhões de cópias em todo o mundo  e foram publicados em vinte e oito idiomas.

## Obras em português
- Brasil: Sobreviventes do Holandês Voador / Portugal: Os Náufragos do Holandês Voador - no original Castaways of the flying dutchman (2001)
- Vida de escravo;
- Viagem sem fim.

## Livros

### SérieRedwall
1. Redwall (1986)
2. Mossflower (1988)
3. Mattimeo (1989)
4. Mariel of Redwall (1991)
5. Salamandastron (1992)
6. Martin the Warrior (1993)
7. The Bellmaker (1994)
8. Outcast of Redwall (1995)
9. The Pearls of Lutra (1996)
10. The Long Patrol (1997)
11. Marlfox (1998)
12. The Legend of Luke (1999)
13. Lord Brocktree (2000)
14. The Taggerung (2001)
15. Triss (2002)
16. Loamhedge (2003)
17. Rakkety Tam (2004)
18. High Rhulain (2005)
19. Eulalia! (2007)
20. Doomwyte (2008)
21. The Sable Quean (2010)
22. The Rogue Crew (2011) (posthumous)

#### SérieTribes of Redwall
- Tribes of Redwall Badgers (2001)
- Tribes of Redwall Otters (2001)
- Tribes of Redwall Mice (2003)
- Tribes of Redwall Squirrels (Unreleased)
- Tribes of Redwall Hares (Unreleased)

#### Livros diversos doRedwall
- The Great Redwall Feast (1996)
- Redwall Map & Riddler (1997)
- Redwall Friend & Foe (2000)
- A Redwall Winter's Tale (2003)
- The Redwall Cookbook (2005)

### Náufragos do Flying Dutchmansérie
- Castaways of the Flying Dutchman (2001)
- The Angel's Command (2003)
- Voyage of Slaves (2006)

### Urso Brunov
- The Tale of Urso Brunov: Little Father of All Bears (2003)
- Urso Brunov and the White Emperor (2008)

### Outros trabalhos
- Seven Strange and Ghostly Tales (1991)
- The Ribbajack & Other Curious Yarns (2004)